# Platylister densatus
Platylister densatus är en skalbaggsart som först beskrevs av Schmidt 1894.  Platylister densatus ingår i släktet Platylister och familjen stumpbaggar. Inga underarter finns listade i Catalogue of Life.